# Gran Premio motociclistico di Spagna 2012
Il Gran Premio motociclistico di Spagna 2012, corso il 29 aprile, è stato il secondo Gran Premio della stagione 2012. La gara si è disputata sul circuito di Jerez de la Frontera. Nelle tre classi i vincitori sono stati in MotoGP Casey Stoner, in Moto2 Pol Espargaró, alla prima vittoria nella classe, e in Moto3 Romano Fenati, al primo successo nel motomondiale.

## Prove e qualifiche

### Moto3
Le sessioni di prove libere hanno visto il miglior tempo di Romano Fenati su FTR Honda nella prima, mentre nelle altre due il più veloce è stato Miguel Oliveira su Suter Honda. La pole position è stata conquistata da Álex Rins, compagno di squadra di Oliveira, su Suter Honda. Nella sessione di qualifica si è avuta questa situazione:
1. Álex Rins - Suter Honda 1:57.507
2. Sandro Cortese - KTM 1:57.519
3. Miguel Oliveira - Suter Honda 1:57.975

### Moto2
Nella prima e nella terza sessione di prove il più veloce è stato Johann Zarco in sella alla TSR Motobi; Nella seconda il più veloce è Mika Kallio su Kalex. La pole position viene conquistata da Marc Márquez. Nella sessione di qualifica si è avuta questa situazione:
1. Marc Márquez - Suter 1:43.005
2. Takaaki Nakagami - Kalex 1:43.085
3. Pol Espargaró - Kalex 1:43.273

### MotoGP
La prima sessione di prove è stata segnata dalla pioggia: infatti sono scesi in pista solo otto piloti (tre classificati); il miglior tempo è di Iván Silva su BQR (1:48.674), seguito da Stefan Bradl su Honda e Randy de Puniet con la ART. Nella seconda sessione il migliore è Daniel Pedrosa (Honda) in 1:50.780 seguito da Valentino Rossi (Ducati) e Jorge Lorenzo (Yamaha). Nella terza sessione davanti c'è ancora Pedrosa (1:50.121), seguito da Lorenzo su Yamaha e da Stoner su Honda. Nella sessione di qualifica si è avuta invece questa situazione:
1. Jorge Lorenzo - Yamaha 1:39.532
2. Daniel Pedrosa - Honda 1:39.667
3. Nicky Hayden - Ducati 1:40.563

## MotoGP

### Arrivati al traguardo
| Pos | Nº | Pilota           | Squadra                   | Motocicletta | Giri | Tempo     | Griglia | Punti |
| --- | -- | ---------------- | ------------------------- | ------------ | ---- | --------- | ------- | ----- |
| 1   | 1  | Casey Stoner     | Repsol Honda              | Honda        | 27   | 45:33.897 | 5       | 25    |
| 2   | 99 | Jorge Lorenzo    | Yamaha Factory Racing     | Yamaha       | 27   | +0.947    | 1       | 20    |
| 3   | 26 | Dani Pedrosa     | Repsol Honda              | Honda        | 27   | +2.063    | 2       | 16    |
| 4   | 35 | Cal Crutchlow    | Monster Yamaha Tech 3     | Yamaha       | 27   | +2.465    | 4       | 13    |
| 5   | 4  | Andrea Dovizioso | Monster Yamaha Tech 3     | Yamaha       | 27   | +18.100   | 7       | 11    |
| 6   | 19 | Álvaro Bautista  | San Carlo Honda Gresini   | Honda        | 27   | +21.395   | 8       | 10    |
| 7   | 6  | Stefan Bradl     | LCR Honda                 | Honda        | 27   | +28.637   | 9       | 9     |
| 8   | 69 | Nicky Hayden     | Ducati Team               | Ducati       | 27   | +28.869   | 3       | 8     |
| 9   | 46 | Valentino Rossi  | Ducati Team               | Ducati       | 27   | +34.852   | 13      | 7     |
| 10  | 8  | Héctor Barberá   | Pramac Racing             | Ducati       | 27   | +35.103   | 12      | 6     |
| 11  | 11 | Ben Spies        | Yamaha Factory Racing     | Yamaha       | 27   | +38.041   | 6       | 5     |
| 12  | 41 | Aleix Espargaró  | Power Electronics Aspar   | ART          | 27   | +1:12.728 | 12      | 4     |
| 13  | 9  | Danilo Petrucci  | Came IodaRacing Project   | Ioda         | 27   | +1:18.669 | 18      | 3     |
| 14  | 54 | Mattia Pasini    | Speed Master              | ART          | 27   | +1:29.142 | 16      | 2     |
| 15  | 22 | Iván Silva       | Avintia Blusens           | BQR          | 27   | +1:32.478 | 19      | 1     |
| 16  | 5  | Colin Edwards    | NGM Mobile Forward Racing | Suter        | 27   | +1:40.577 | 21      |       |
| 17  | 17 | Karel Abraham    | Cardion AB Motoracing     | Ducati       | 26   | +1 giro   | 11      |       |

### Ritirati
| Nº | Pilota          | Squadra                 | Motocicletta | Giri | Griglia |
| -- | --------------- | ----------------------- | ------------ | ---- | ------- |
| 14 | Randy de Puniet | Power Electronics Aspar | ART          | 25   | 10      |
| 77 | James Ellison   | Paul Bird Motorsport    | ART          | 24   | 20      |
| 51 | Michele Pirro   | San Carlo Honda Gresini | FTR          | 18   | 15      |
| 68 | Yonny Hernández | Avintia Blusens         | BQR          | 0    | 17      |

## Moto2
La gara è stata fermata con la bandiera rossa dopo 17 giri per pioggia ed è stata dichiarata conclusa.

### Arrivati al traguardo
| Pos | Nº | Pilota              | Squadra                   | Motocicletta | Giri | Tempo     | Griglia | Punti |
| --- | -- | ------------------- | ------------------------- | ------------ | ---- | --------- | ------- | ----- |
| 1   | 40 | Pol Espargaró       | Pons 40 HP Tuenti         | Kalex        | 17   | 30:12.879 | 3       | 25    |
| 2   | 93 | Marc Márquez        | CatalunyaCaixa Repsol     | Suter        | 17   | +0.241    | 1       | 20    |
| 3   | 12 | Thomas Lüthi        | Interwetten-Paddock       | Suter        | 17   | +0.483    | 4       | 16    |
| 4   | 45 | Scott Redding       | Marc VDS Racing           | Kalex        | 17   | +4.414    | 12      | 13    |
| 5   | 30 | Takaaki Nakagami    | Italtrans Racing          | Kalex        | 17   | +4.837    | 2       | 11    |
| 6   | 71 | Claudio Corti       | Italtrans Racing          | Kalex        | 17   | +5.881    | 6       | 10    |
| 7   | 36 | Mika Kallio         | Marc VDS Racing           | Kalex        | 17   | +6.149    | 5       | 9     |
| 8   | 77 | Dominique Aegerter  | Technomag-CIP             | Suter        | 17   | +7.097    | 15      | 8     |
| 9   | 24 | Toni Elías          | Mapfre Aspar              | Suter        | 17   | +7.866    | 16      | 7     |
| 10  | 5  | Johann Zarco        | JIR Moto2                 | Motobi       | 17   | +8.680    | 10      | 6     |
| 11  | 38 | Bradley Smith       | Tech 3 Racing             | Tech 3       | 17   | +9.382    | 19      | 5     |
| 12  | 15 | Alex De Angelis     | NGM Mobile Forward Racing | Suter        | 17   | +9.768    | 11      | 4     |
| 13  | 19 | Xavier Siméon       | Tech 3 Racing             | Tech 3       | 17   | +10.433   | 17      | 3     |
| 14  | 29 | Andrea Iannone      | Speed Master              | Speed Up     | 17   | +31.366   | 13      | 2     |
| 15  | 8  | Gino Rea            | Federal Oil Gresini       | Moriwaki     | 17   | +31.504   | 23      | 1     |
| 16  | 95 | Anthony West        | QMMF Racing               | Moriwaki     | 17   | +34.172   | 29      |       |
| 17  | 3  | Simone Corsi        | Came IodaRacing Project   | FTR          | 17   | +34.450   | 18      |       |
| 18  | 49 | Axel Pons           | Pons 40 HP Tuenti         | Kalex        | 17   | +36.410   | 26      |       |
| 19  | 88 | Ricard Cardús       | Arguiñano Racing          | AJR          | 17   | +36.803   | 20      |       |
| 20  | 47 | Ángel Rodríguez     | Desguaces La Torre SAG    | FTR          | 17   | +37.449   | 24      |       |
| 21  | 72 | Yūki Takahashi      | NGM Mobile Forward Racing | Suter        | 17   | +39.465   | 22      |       |
| 22  | 4  | Randy Krummenacher  | GP Team Switzerland       | Kalex        | 17   | +45.782   | 9       |       |
| 23  | 60 | Julián Simón        | Blusens Avintia           | Suter        | 17   | +46.163   | 25      |       |
| 24  | 7  | Alexander Lundh     | Cresto Guide MZ Racing    | MZ-RE Honda  | 17   | +46.251   | 27      |       |
| 25  | 44 | Roberto Rolfo       | Technomag-CIP             | Suter        | 17   | +59.593   | 21      |       |
| 26  | 14 | Ratthapark Wilairot | Thai Honda Gresini        | Moriwaki     | 17   | +59.987   | 30      |       |
| 27  | 18 | Nicolás Terol       | Mapfre Aspar              | Suter        | 17   | +1:01.010 | 28      |       |
| 28  | 80 | Esteve Rabat        | Pons 40 HP Tuenti         | Kalex        | 16   | +1 giro   | 7       |       |

### Ritirati
| Nº | Pilota          | Squadra           | Motocicletta | Giri | Griglia |
| -- | --------------- | ----------------- | ------------ | ---- | ------- |
| 76 | Max Neukirchner | Kiefer Racing     | Kalex        | 12   | 14      |
| 63 | Mike Di Meglio  | S/Master Speed Up | Speed Up     | 8    | 8       |
| 10 | Marco Colandrea | SAG Team          | FTR          | 6    | 32      |
| 82 | Elena Rosell    | QMMF Racing       | Moriwaki     | 4    | 31      |

## Moto3
In questo Gran Premio sono stati ammessi in qualità di wild card Álex Márquez con una Suter Honda del team Estrella Galicia 0,0 e Josep Rodríguez con una FTR Honda del team Wild Wolf BST. Per quanto riguarda i piloti titolari, ha marcato il suo esordio stagionale Giulian Pedone con la Oral del team Ambrogio Next Racing, che aveva saltato il GP del Qatar per un infortunio patito nei test invernali; non prende parte al weekend Jonas Folger del team Ioda Racing per una forma di mononucleosi.

### Arrivati al traguardo
| Pos | Nº | Pilota              | Squadra                | Motocicletta | Giri | Tempo     | Griglia | Punti |
| --- | -- | ------------------- | ---------------------- | ------------ | ---- | --------- | ------- | ----- |
| 1   | 5  | Romano Fenati       | Team Italia FMI        | FTR Honda    | 23   | 43:50.885 | 10      | 25    |
| 2   | 39 | Luis Salom          | RW Racing GP           | Kalex KTM    | 23   | +36.139   | 19      | 20    |
| 3   | 11 | Sandro Cortese      | Red Bull KTM Ajo       | KTM          | 23   | +36.895   | 2       | 16    |
| 4   | 42 | Álex Rins           | Estrella Galicia 0,0   | Suter Honda  | 23   | +37.061   | 1       | 13    |
| 5   | 10 | Alexis Masbou       | Caretta Technology     | Honda        | 23   | +49.036   | 4       | 11    |
| 6   | 25 | Maverick Viñales    | Blusens Avintia        | FTR Honda    | 23   | +55.857   | 9       | 10    |
| 7   | 23 | Alberto Moncayo     | Bankia Aspar           | Kalex KTM    | 23   | +57.505   | 20      | 9     |
| 8   | 27 | Niccolò Antonelli   | San Carlo Gresini      | FTR Honda    | 23   | +1:03.683 | 17      | 8     |
| 9   | 55 | Héctor Faubel       | Bankia Aspar           | Kalex KTM    | 23   | +1:15.351 | 16      | 7     |
| 10  | 63 | Zulfahmi Khairuddin | AirAsia-Sic-Ajo        | KTM          | 23   | +1:35.650 | 28      | 6     |
| 11  | 19 | Alessandro Tonucci  | Team Italia FMI        | FTR Honda    | 22   | +1 giro   | 24      | 5     |
| 12  | 12 | Álex Márquez        | Estrella Galicia 0,0   | Suter Honda  | 22   | +1 giro   | 13      | 4     |
| 13  | 21 | Iván Moreno         | Andalucia JHK Laglisse | FTR Honda    | 22   | +1 giro   | 23      | 3     |
| 14  | 89 | Alan Techer         | Technomag-CIP-TSR      | TSR Honda    | 22   | +1 giro   | 34      | 2     |
| 15  | 30 | Giulian Pedone      | Ambrogio Next Racing   | Oral         | 22   | +1 giro   | 33      | 1     |
| 16  | 77 | Marcel Schrötter    | Mahindra Racing        | Mahindra     | 22   | +1 giro   | 25      |       |
| 17  | 53 | Jasper Iwema        | Moto FGR               | FGR Honda    | 22   | +1 giro   | 29      |       |

### Ritirati
| Nº | Pilota            | Squadra                   | Motocicletta | Giri | Griglia |
| -- | ----------------- | ------------------------- | ------------ | ---- | ------- |
| 26 | Adrián Martín     | JHK T-Shirt Laglisse      | FTR Honda    | 15   | 14      |
| 51 | Kenta Fujii       | Technomag-CIP-TSR         | TSR Honda    | 15   | 22      |
| 99 | Danny Webb        | Mahindra Racing           | Mahindra     | 14   | 21      |
| 96 | Louis Rossi       | Racing Team Germany       | FTR Honda    | 9    | 12      |
| 32 | Isaac Viñales     | Ongetta-Centro Seta       | FTR Honda    | 6    | 7       |
| 28 | Josep Rodríguez   | Wild Wolf BST             | FTR Honda    | 4    | 18      |
| 44 | Miguel Oliveira   | Estrella Galicia 0,0      | Suter Honda  | 3    | 3       |
| 61 | Arthur Sissis     | Red Bull KTM Ajo          | KTM          | 3    | 8       |
| 84 | Jakub Kornfeil    | Redox-Ongetta-Centro Seta | FTR Honda    | 2    | 5       |
| 41 | Brad Binder       | RW Racing GP              | Kalex KTM    | 2    | 26      |
| 31 | Niklas Ajo        | TT Motion Events Racing   | KTM          | 2    | 27      |
| 7  | Efrén Vázquez     | JHK T-Shirt Laglisse      | FTR Honda    | 2    | 11      |
| 9  | Toni Finsterbusch | Cresto Guide MZ Racing    | MZ FTR       | 2    | 30      |
| 3  | Luigi Morciano    | Ioda Team Italia          | Ioda         | 2    | 32      |
| 8  | Jack Miller       | Caretta Technology        | Honda        | 0    | 6       |
| 52 | Danny Kent        | Red Bull KTM Ajo          | KTM          | 0    | 15      |
| 15 | Simone Grotzkyj   | Ambrogio Next Racing      | Oral         | 0    | 31      |